# L'invenzione dell'amore
L'invenzione dell'amore (The Invention of Love) è un dramma del drammaturgo britannico Tom Stoppard, che ha debuttato a Londra nel 1997. La pièce è incentrata sulla vita del poeta e filologo Alfred Edward Housman, sui successi e fallimenti accademici, sull'attività poetica e, soprattutto, sul suo amore impossibile per il suo compagno di università Moses Jackson. Il dramma è considerato da molti, tra cui il critico Harold Bloom, l'opera migliore di Stoppard.

## Trama
La storia tratta della vita personale del poeta A.E. Housman ai tempi in cui frequentava il college, dal suo punto di vista.
Il dramma ha inizio a partire dal momento in cui Housman è già defunto e, all'età di 77 anni, giunge nel regno dell'Ade. Qui ritrova Caronte, colui che traghetta le anime e, durante il suo lungo viaggio, il poeta trova tutto il tempo necessario a ricordare i momenti più importanti della sua vita, iniziando dal periodo dell'Università di Oxford.
Nello svolgersi della rappresentazione compaiono molti personaggi dell'epoca vittoriana, fra cui Oscar Wilde, Frank Harris, Alfred William Pollard, John Ruskin, Jerome K. Jerome, William Thomas Stead, Frank Harris, J. P. Postgate e Walter Pater.

## Produzioni
The Invention of Love debuttò al Cottesloe Theatre (ora Dorfman) del Royal National Theatre di Londra il 25 settembre 1997 e, dato il grande successo, fu trasferito dapprima nella sala più grande del National Theatre, il Lyttelton, e poi nell'Haymarket Theatre del West End londinese. Richard Eyre curava la regia, John Wood interpretava Housman da anziano, mentre Paul Rhys ricopriva i panni di A.E. da giovane. La pièce fu candidata a due Laurence Olivier Awards nel 1998, al miglior attore protagonista per Wood e alla migliore opera teatrale.
Nel 1999 il dramma debuttò in Italia con il titolo L'invenzione dell'amore, tradotto da Ludovico Terzi e diretto da Piero Maccarinelli, in una produzione del Nuovo Teatro al Festival di Palermo. Massimo De Francovich interpretava Housman anziano e Luciano Roman Housman da ragazzo.
La pièce debutto negli Stati Uniti l'anno successivo, all'Amaerica Conservatory Theatre di San Francisco, prima di andare in scena a Broadway dal 29 marzo al 30 giugno 2001, al Lyceum Theatre. Jack O'Brien curava la regia, Richard Easton ricopriva il ruolo dell'anziano poeta, mentre Robert Sean Leonard interpretava il giovane Housman: entrambi furono premiati con il Tony Award, al miglior attore protagonista per Easton e al miglior attore non protagonista per Leonard.